# Box 27
Pour plus de détails, voir Fiche technique et Distribution.
Box 27 est un téléfilm français réalisé par Arnaud Sélignac, diffusé pour la première fois, en Belgique, le 23 juin 2016 sur La Une et, en France, le 1er février 2017 sur France 2.

## Synopsis
Vincent Cassagne n’a plus d’emploi et élève seul Tom, son fils de 10 ans, dans le box n°27 d’un parking souterrain, dans des conditions très précaires, sans eau ni électricité.
Les services sociaux sont alors informés de cette situation, et malgré le fait que Vincent s'occupe bien de son fils, il va devoir se battre contre le système pour continuer à le garder.

## Fiche technique
- Réalisateur : Arnaud Sélignac
- Scénario et dialogues : Mikaël Ollivier et Viviane Moore
- Musique : Fabrice Aboulker
- Directeur de la photographie : Éric Guichard (AFC)
- Directeur de production : Marc Barbault
- Chef monteuse : Françoise Roux
- Directrices de la distribution : Sophie Blanchouin et Sylvie Brocheré
- 1er assistant réalisateur : Pascal Morucci
- 2ème assistante réalisatrice : Frédérique Delahaye
- Assistante réalisatrice adjointe : Hélène Serra
- Régisseur général : Damien Lutringer
- Chef décorateur : Florian Sanson
- Chef costumière : Fabienne Katany
- Responsable de la fiction : Thierry Sorel
- Chef opérateur du son : Pierre Gauthier
- Scripte : Amélie Bérard
- Répétitrice enfants : Deborah Saiag
- Responsables des repérages : Marie Muzeau, Yann Le Borgne, Carole Reinhard
- Distribution de la figuration : Sylvaine Moine
- Assistante distribution de la figuration : Aline Tcheou
- Administratrice de production : Claire Le-Bas
- Chargée de production : Lola Moussa
- Chargée du développement : Églantine Sofianos
- Pays :  France
- Production : Adrenaline et France 2
- Genre : Drame
- Durée : 90 minutes
- Date de diffusion :
  -  Belgique : 23 juin 2016 sur La Une
  -  France : 1er février 2017 sur France 2

## Distribution
- Éric Elmosnino : Vincent Cassagne
- Zabou Breitman : Patricia
- Marius Blivet : Tom
- Natalia Dontcheva : Juliette
- Clovis Couillard : Mathis
- Pierre-Olivier Mornas : Peyron
- Nejma Ben Amor : Nadia
- Delphine Rollin : Leïla
- Rosemarie La Vaullée : Mme Robert
- Deborah Grall : Valérie
- Claude Sesé : Daniau
- Zakariya Gouram : Fred
- Françoise Pinkwasser : Mme Milo
- Djibril Gueye : Sam
- Philippe Pasquini : Jean
- Michel La Rosa : Mario
- David Reybier : Recruteur camionnette
- Arthur Desclozeaux : SDF
- Loïc Riewer : Pierre
- Matthieu Hornuss : Hugo
- Louis Coulet : Grand ado
- Catherine Lefroid : Mère école
- Julie Ravix : Grand-mère école
- Fabien Baiardi : Homme chauve école
- Anne-Sophie Morillon : Jeune femme école
- Emmanuelle Fernandez : Femme blonde école
- Éric Paradisi : Jeune femme école
- François Hautesserre : Serrurier
- Michel Vivier : Gardien immeuble
- Laurie Leveque : infirmière
- Évelyne Ragot : Femme SDF
- Pascal Morucci : Didier

## Galerie

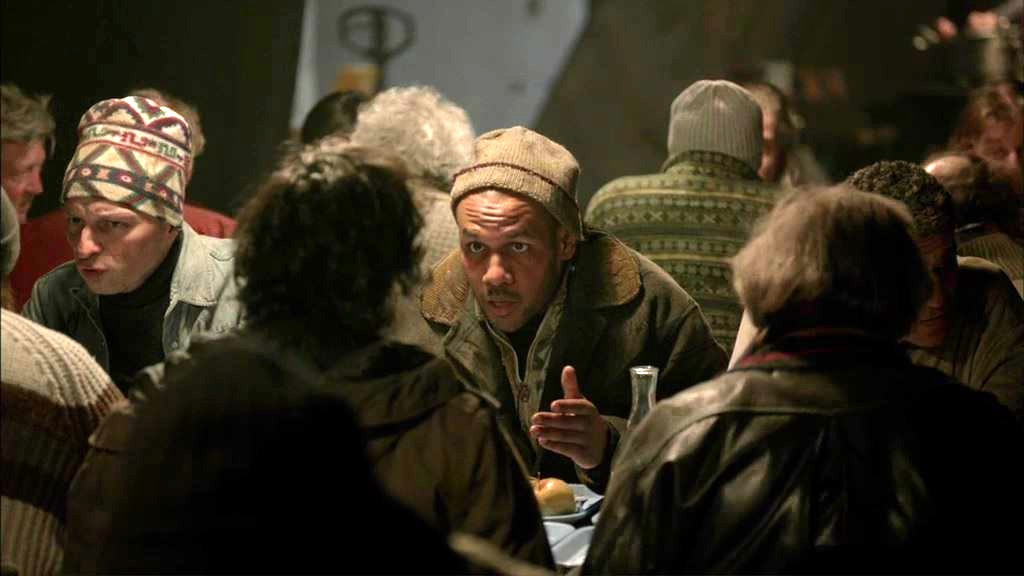
Scène de la cantine
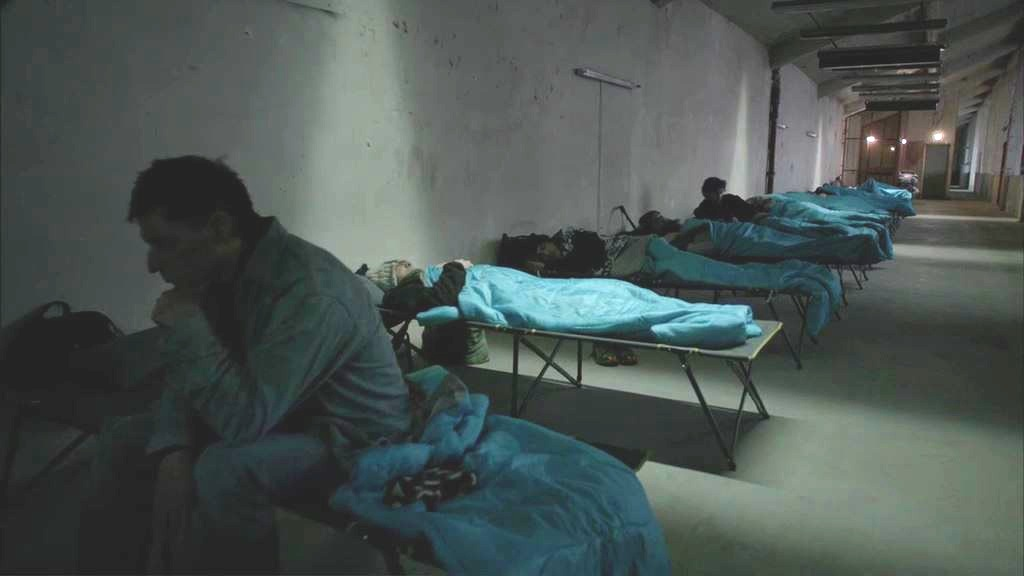
Scène du dortoir
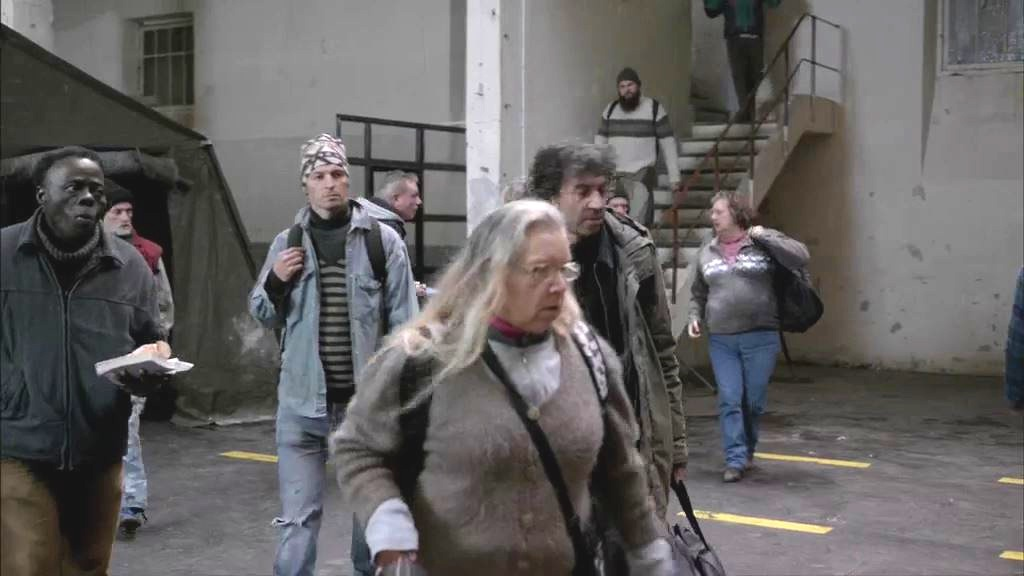
Scène du départ du dortoir le matin
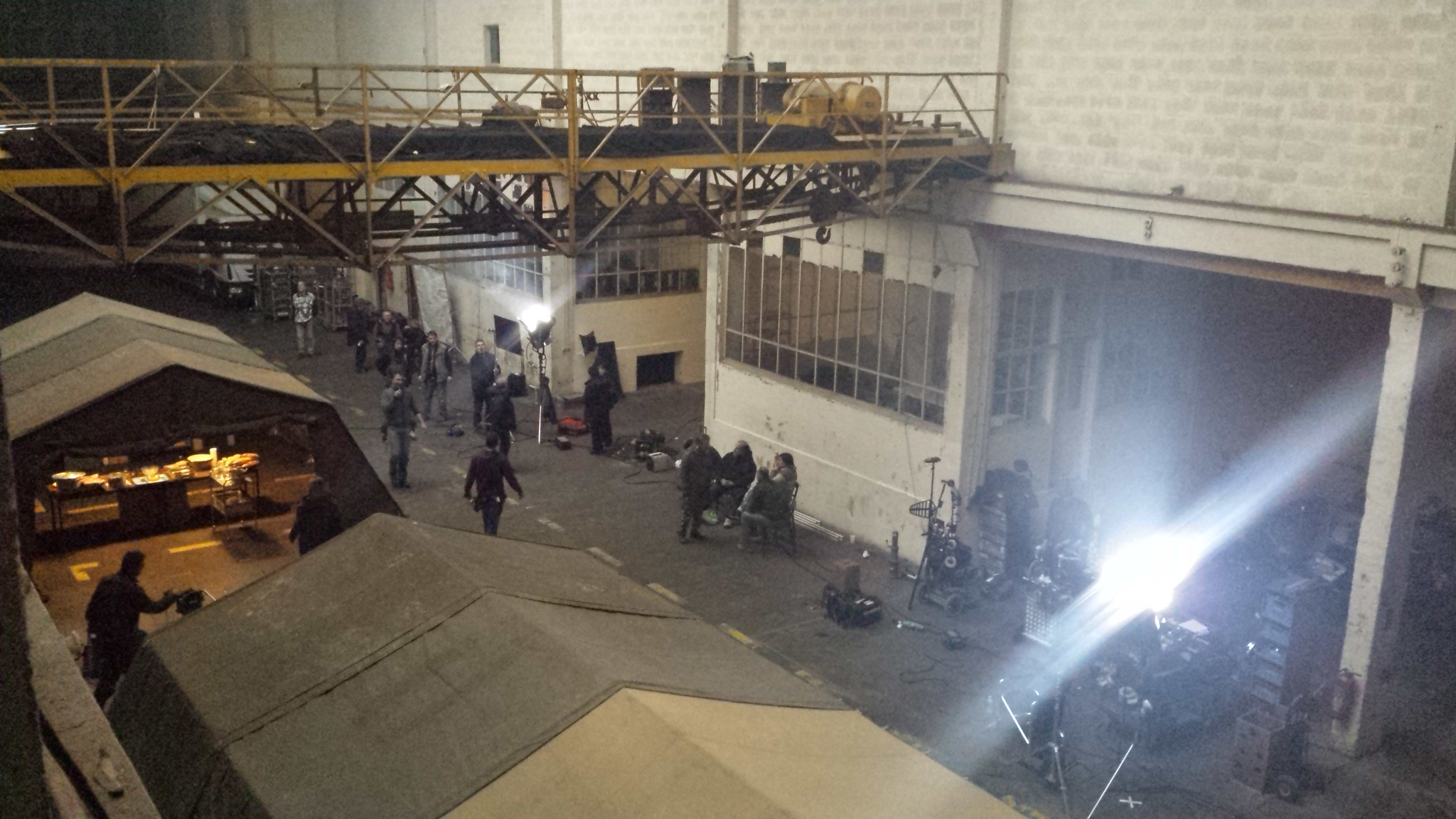
Scène de tournage

## Prix
- 2016 : Prix du Festival de la fiction TV de La Rochelle[1] : 
  - Prix spécial du jury
  - Prix d'interprétation masculine pour Éric Elmosnino
  - Prix de la meilleure musique pour Fabrice Aboulker
  - Prix média ENFANCE majuscule 2018 (mention) Catégorie Fiction